# Кфар-Малаль
Кфар-Малаль (ивр. כְּפַר מַלָּ"ל‎) — мошав в центральной части Израиля. Расположен на равнине Шарон. Подпадает под юрисдикцию регионального совета Дром-ха-Шарон. В 2020 году его население составляло 325 человек.

## История
До XX века этот район был частью леса Шарон. Это был открытый лесной массив, в которым доминировал горный Таворский дуб, простиравшийся от Кфар-Йоны на севере до Раананы на юге. Местные жители традиционно использовали эту территорию для выпаса скота, заготовки дров и периодического возделывания сельскохозяйственных культур. Интенсификация расселения и сельского хозяйства на прибрежной равнине в XIX веке привела к обезлесению и последующей деградации окружающей среды.
Деревня была основана в 1912 году как «Эйн-Хай» (дословно — «Фонтан живых») на земле, находящейся в частной собственности. В 1914 году деревня была переименована в «Кфар-Малаль» в честь Моше Лейба Лилиенблюма, раннего лидера движения «Ховевей Цион», аббревиатура которого на иврите — МЛЛ(מל"ל).
Деревня была разрушена в боях Первой мировой войны, после этого восстановлена группой рабочих и вновь разорен во время беспорядков в Яффо в 1921 году. В 1922 году земля была передана Еврейскому национальному фонду, и Кфар-Малаль был перестроен уже как мошав. Он подвергся ещё большему количеству нападений во время арабских беспорядков 1929 года. Ариэль Шарон, одиннадцатый премьер-министр Израиля, родился в Кфар-Малале. Его родители переехали туда в 1922 году. Первые полтора года они жили в палатке, пока его отец строил двухкомнатный дом. Первоначально их мул и корова содержались в одной из комнат. Там не было ни электричества, ни водопровода. В своей автобиографии он вспоминает, как наблюдал за крысами, ползающими по крыше.
Он также вспомнил, что его мать спала с винтовкой под кроватью до самой смерти из-за травмы, полученной от того, что она пряталась ночью в коровнике со своими детьми, спасаясь от бродячих банд бедуинов.

## Население
По данным Центрального статистического бюро Израиля, население на начало 2020 года составляло 325 человек.

## Экономика
В 2006 году «Malal Park Industries Ltd», совладельцами которой являются члены мошава Кфар-Малаль, подписала соглашение с немецким банком «Eurohypo AG» о рефинансировании «Park Azorim» в Кирьят-Арье, Петах-Тиква.
В 2009 году биотехнологическая компания «NI Medical», расположенная в Кфар-Малале, получила одобрение Управления по контролю за продуктами питания и лекарствами США (FDA) на устройство, которое оценивает систолическую дисфункцию левого желудочка (LVSD).Устройство помогает врачам выявлять сердечную недостаточность на её доклинической, бессимптомной стадии.

## Известные жители
- Ариэль Шарон, израильский генерал и политик, 11-й премьер-министр Израиля